# LFK NG
LFK NG là viết tắt của Lenkflugkörper Neue Generation ("Tên lửa tự dẫn thế hệ mới") là một chương trình phát triển tên lửa phòng không tầm ngắn đã bị hủy bỏ do MBDA và Diehl Defence phát triển cho Lục quân Đức và cũng dự kiến được tích hợp trong chương trình phát triển vũ khí phòng không mới SysFla bổ trợ cho hệ thống phòng không Ozelot. Đây là một phiên bản của tên lửa tầm nhiệt không đối không IRIS-T.
Tên lửa sẽ được trang bị đầu dò tầm nhiệt độ nhạy cao có khả năng phân biệt mục tiêu có độ bộc lộ tín hiệu hồng ngoại thấp, như các tên lửa hoặc UAV. Nó được trang bị đầu đạn xuyên giáp để đối đầu với trực thăng vũ trang. Đầu dò được phát triển dựa trên tên lửa IRIS-T.
Tên lửa được thiết kế để có thể phóng thẳng đứng từ các bệ phóng cố định, xe tải hoặc xe thiết giáp như GTK Boxer và Ozelot, hoặc phóng từ phương ngang từ máy bay trực thăng như Eurocopter Tiger.
Tuy nhiên chương trình phát triển đã bị hủy bỏ vào năm 2011.

## Đặc tính kỹ thuật
- Chiều dài: 1,8 m
- Đường kính: 110 mm
- Tầm bắn: 10,000 m
- Tốc độ: Tới Mach 2,2
- Trọng lượng: 28 kg
- Đầu đạn: 2,5 kg

## Link ngoài
- "LFK NG missile for air defence, military systems". MBDA Systems. ngày 19 tháng 5 năm 2008. Bản gốc lưu trữ ngày 6 tháng 12 năm 2010.
- "Surface-to-air guided missiles". Diehl BGT Defence. Bản gốc lưu trữ ngày 27 tháng 9 năm 2007.